# Francesc Fors de Casamajor
Francesc Fors de Casamajor   (Pineda de Mar, 1809 - Calella, 1889) va ser un advocat, escriptor, periodista, traductor i poeta català. Va ser també director del Conservatori de Música del Liceu de Barcelona.
És autor dels llibrets d'òpera Editta di Belcourt, d’Obiols, i L’ultimo abenzerragio, de Pedrell. També té alguns escrits sobre música com Noticias biográficas del maestro D. Mariano Obiols i va fer la traducció de l’òpera Masaniello.